# Kropfentzündung
Die Kropfentzündung (Ingluvitis) ist eine Entzündung der Kropfschleimhaut bei Vögeln. Sie kann infektiös, aber auch durch Fremdkörper, Verbrennung oder Verätzung der Schleimhaut entstehen. Typisches Symptom ist ein verschmutztes Gefieder im Kopfbereich durch Regurgitieren. Gegebenenfalls ist die Verdickung der Schleimhaut palpierbar, manchmal tritt eine Kropferweiterung auf. Zur Abklärung infektiöser Ursachen ist eine Kropfspül- oder Tupferprobe notwendig. Die Behandlung richtet sich nach der Ursache.
Als infektiöse Ursachen kommen Hefen (Kandidose, Macrorhabdiose), Einzeller (Trichomonadose), seltener Bakterien und Viren (Herpesvirusinfektion der Tauben, Reovirusinfektion der Graupapageien) in Frage.